# Aeroporto di Bonriki

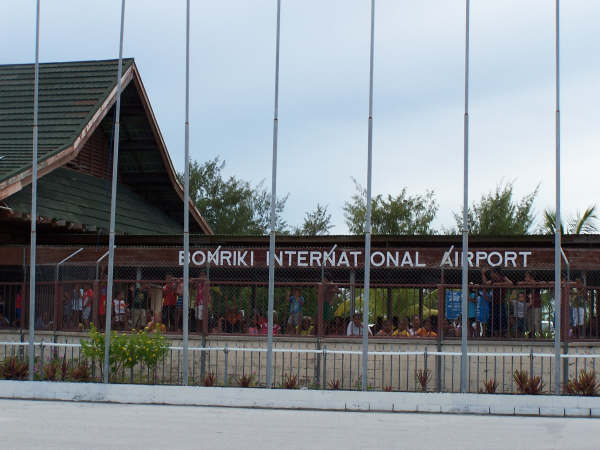
Aeroporto di Bonriki

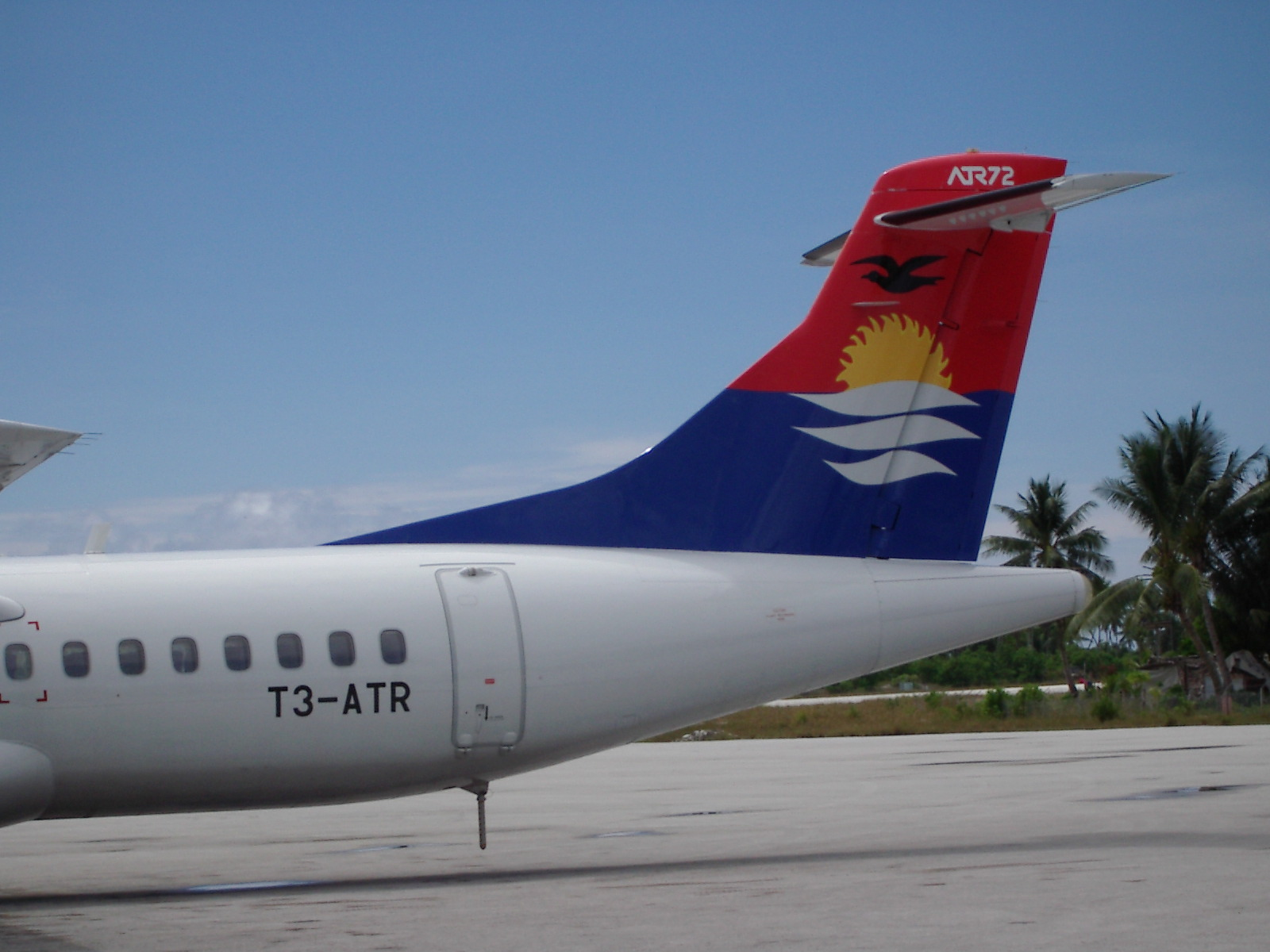
ATR 72, appartenente una volta all'Air Kiribati, all'aeroporto di Bonriki.

L'aeroporto di Bonriki (IATA: TRW, ICAO: NGTA) è la maggior aviosuperficie di Kiribati. Sorge sull'omonima isola, nel territorio di Tarawa Sud (atollo di Tarawa, Isole Gilbert) ed è, insieme all'analoga infrastruttura dell'isola Christmas, la principale "porta d'ingresso" per la piccola nazione del Pacifico. 
L'aeroporto è hub delle uniche due compagnie aeree di Kiribati, la compagnia di bandiera Air Kiribati e la Coral Sun Airways, che operano solo collegamenti interni fra le isole Gilbert e, indirettamente, da e per gli altri 16 aeroporti delle varie isole dell'arcipelago. I collegamenti internazionali sono assicurati, a momenti alterni, da Fiji Airways, che vola da e per Nadi, Solomon Airlines, operante servizi per Brisbane e Honiara, e Nauru Airlines, che vola su Nauru, Honiara, e Brisbane.

## Storia
L'aeroporto fu costruito nel dicembre del 1943 da un battaglione del genio militare (i Seabees) della Marina degli Stati Uniti e fu chiamato "Mullinix Field" in onore del Contrammiraglio Henry M. Mullinix, morto il 24 novembre quando la sua nave fu silurata da un sottomarino giapponese al largo delle Gilbert.
Quasi subito dopo il completamento della pista, divenne il fulcro delle operazioni dell'USAAF da Tarawa, dal momento che il vicino Hawkins Field su Betio aveva una pista troppo breve per i bombardieri.
L'aeroporto divenne il quartier generale del VII Bomber Command, che diresse le operazioni contro le forze giapponesi nelle Isole Marshall. Inoltre l'USAAF vi insediò l'11th Bombardment Group, equipaggiato con B-24 Liberator, ed il 41st Bombardment Group, equipaggiato con B-25 Mitchell.
Nell'aprile del 1944 le unità di base a terra si spostarono nell'aeroporto di Kwajalein, nelle Isole Marshall, e subito dopo Mullinix fu relegato a pista di emergenza. Verso la fine della guerra gli americani abbandonarono la struttura, che divenne un aeroporto civile.